# Arnold Oberschelp
Arnold Oberschelp (Recklinghausen, 5 de fevereiro de 1932 — Heikendorf (Kiel), 31 de agosto de 2024) foi um matemático alemão, especialista em lógica. Foi professor de lógica na Universidade de Kiel.

## Biografia
Arnold Oberschelp estudou matemática e física na Universidade de Göttingen e na Universidade de Münster. Na Universidade de Münster obteve em dezembro de 1957 um doutorado em lógica matemática, orientado por Hans Hermes.
Em 1958 foi nomeado investigador assistente no Instituto de Matemática da Technische Hochschule Hannover (atualmente a Universidade Gottfried Wilhelm Leibniz de Hannover ou Gottfried Wilhelm Leibniz Universität Hannover), onde obteve a habilitação em matemática em 1961. Em 1968 aceitou sua nomeação como professor catedrático de Lógica e Epistemologia na Universidade de Kiel, onde em 1997 passou a professor emérito.
Arnold Oberschelp desenvolveu uma lógica geral de classes na qual podem ser formadas classes arbitrárias sem as contradições básicas da teoria dos conjuntos. Os axiomas adicionais resultam na teoria dos conjuntos de Zermelo-Fraenkel, que é muito mais útil na representação lógica de classes do que na representação lógica de predicados habitual.
Em 1962 foi palestrante convidado do Congresso Internacional de Matemáticos em Estocolmo tendo como tema as classes como elementos primordiais na teoria dos conjuntos.
De 1970 a 1976, foi presidente da Deutsche Vereinigung für mathematische Logik und für Grundlagenforschung der exakten Wissenschaften, a Associação Alemã para a Lógica Matemática e a Investigação Fundamental nas Ciências Exactas, em cuja direção serviu de 1965 a 1978.
Em setembro de 2019, recebeu a Moeda Memorial Beuth do Instituto Alemão de Normalização em reconhecimento dos seus serviços à normalização em matemática e  técnicas fundamentais.

## Publicações selecionadas
Entre muitas outras, é autor das seguintes publicações:
- Arnold Oberschelp (1964). «Eigentliche Klassen als Urelemente in der Mengenlehre». Mathematische Annalen. 157 (3): 234–260. doi:10.1007/BF01362438
- Arnold Oberschelp (Jun 1968). «On the Craig-Lyndon Interpolation Theorem». The Journal of Symbolic Logic. 33 (2): 271–274. JSTOR 2269873. doi:10.2307/2269873
- Arnold Oberschelp (1972). Aufbau des Zahlensystems. Col: Moderne Mathematik in elementarer Darstellung. 7 2nd ed. Göttingen: Vandenhoek+Ruprecht
- Arnold Oberschelp (1973). Set Theory over Classes (Dissertationes Mathematicae (Rozprawy Matematyczne)). Instytut Matematyczny Polskiej Akademii Nauk
- Elementare Logik und Mengenlehre I/II. Bibliographisches Institut, Mannheim/Wien/Zürich 1974/1978, ISBN 3-411-00408-8.
- Arnold Oberschelp (1980). «Prinzipien des Aufbaus von Syntax und Semantik formaler Sprachen». In:  Joachim Ballweg and Hans Glinz. Grammatik und Logik — Jahrbuch 1979 des Instituts für deutsche Sprache (PDF). Col: Sprache der Gegenwart — Schriften des Instituts für deutsche Sprache. 50. Düsseldorf: Pädagogischer Verlag Schwann. pp. 9–27. ISBN 3-590-15650-3
- Jürgen-Michael Glubrecht, Arnold Oberschelp, Günter Todt: Klassenlogik. Bibliographisches Institut, Mannheim/Wien/Zürich 1983, ISBN 3-411-01634-5.
- Arnold Oberschelp (1993). Rekursionstheorie. Mannheim: B.I. Wissenschaftsverlag. ISBN 978-3-411-16171-3 — Review: Petr Hájek (Jun 1996). «Review». The Journal of Symbolic Logic. 61 (2): 699–701. JSTOR 2275689
- Allgemeine Mengenlehre. BI-Wiss.-Verlag, Mannheim/Leipzig/Wien/Zürich 1994, ISBN 3-411-17271-1.
- Logik für Philosophen. 2nd ed., Metzler, Stuttgart/Weimar 1997, ISBN 3-476-01545-9.